# Článek 200
Článek 200 (rumunsky: Articoulul 200) byla součást rumunského trestního zákoníku kriminalizující praktikování homosexuality. Byl zaveden r. 1968 během komunistického režimu za vlády Nicoale Ceauşesca a zůstal platný až do jeho zrušení Năstasovou vládou 22. června 2001. Pod tlakem Rady Evropy došlo 14. listopadu 1996 k jeho novele, která dekriminalizovala homosexuální pohlavní styk konaný v soukromí. Novelizovaná verze však nadále trestala projevy homosexuality, pokud k nim došlo na veřejných prostranstvích anebo vyvolaly veřejné pohoršení. Článek také i nadále zakazoval podporu homosexuálních aktivit i zakládání organizací zaměřujících se na gay komunitu, včetně LGBT organizací. Teprve až v r. 2001 byl zcela zrušen. Článek byl považován za poslední rumunský zákon diskriminující homosexuály.

## Obsah
K listopadu 1996 znělo ustanovení článku 200 takto:
- Kdo vykoná pohlavní styk s osobou stejného pohlaví, bude potrestán odnětím svobody v délce trvání 1 roku až 5 let.
- Kdo vykoná pohlavní styk s nezletilou osobou stejného pohlaví, bude potrestán odnětím svobody v délce trvání 1 roku až 7 let a odnětím některých práv.
- Kdo vykoná pohlavní styk s osobou stejného pohlaví proti její vůli za použití násilí anebo jí k tomuto přiměje, bude potrestán odnětím svobody v délce trvání 3 roků až 10 let a odnětím některých práv.
- Odnětím svobody na 5 až 15 let a odnětím některých práv bude pachatel potrestán, způsobí-li činy uvedenými v odstavcích 2 a 3 těžkou újmu na zdraví.
- Odnětím svobody na 15 až 25 let a odnětím některých práv bude pachatel potrestán, způsobí-li činem uvedeným v odstavci 1 smrt nebo sebevraždu oběti.
- Kdo jiného přiměje, zjedná, najme, zláká anebo svede ke sledování praktik pohlavního styku mezi osobami stejného pohlaví nebo propaguje jiné formy proselytismu činěné za tímto účelem, bude potrestán odnětím svobody v délce trvání 1 roku až 5 let.

V r. 1995 dal okresní soud v Sibiu podnět k Ústavnímu soudu pro posouzení kompatibility článku s ústavou. Ten požádal církve, akademiky, parlament a občanská sdružení, aby diskutovali o záležitosti homosexuality, aby na základě toho mohl rozhodnout. Všechny dotázané církve, které odpověděly, homosexualitu odsoudily, Senát odmítl tvrzení, že by článek odporoval ústavě a Evropské úmluvě o lidských právech, akademici uvedli, že posouzení situace potrvá nějakou dobu, a občanská sdružení požadovala zrušení článku.
Ústavní soud rozhodl, že článek není ústavní, pokud kriminalizuje konsensuální pohlavní styk mezi plně svéprávnými osobami téhož pohlaví, který není vykonaný na veřejných prostranstvích anebo nevyvolá veřejné pohoršení.
Díky tomuto rozhodnutí a mezinárodnímu tlaku došlo 14. listopadu 1996 k přeformulováni znění prvního odstavce:
1. Kdo vykoná pohlavní styk s osobou stejného pohlaví, spáchanou na veřejných prostranstvích anebo způsobující veřejné pohoršení, bude potrestán odnětím svobody v délce trvání 1 roku až 5 let.[2]

Tato novela sice legalizovala homosexuální praktiky v soukromí, nicméně i nadále šlo na homosexuály uplatňovat jiná ustanovení. Slovní spojení „spáchanou na veřejných prostranstvích anebo způsobující veřejné pohoršení“ představovalo kompromis mezi těmi, kteří by rádi homosexualitu i nadále trestali (např. členové parlamentu za Dělnicko-křesťansko-demokraticko-národní stranu), a těmi, kteří požadovali její okamžitou plnou dekriminalizaci (např. Rada Evropy a lidskoprávní organizace).
Zákon také stále trestal „podporu a svádění jiných osob k praktikování soulože mezi osobami stejného pohlaví“, jakož i „propagaci“ a „proselytismus“ homosexuality.

## Zrušení
Článek 200 byl zrušen v důsledku tlaku několika organizací. Největší zásluha na tomto procesu se připisuje podmínkám členství v Evropské unii, které zahrnují okamžité zrušení všech zákonů diskriminujících homosexuály. Rada Evropy se ve zprávě o lidských právech v Rumunsku rovněž zmínila o tomto článku v negativním slova smyslu. Významný tlak vyvíjely také rumunské lidskoprávní a LGBT organizace, zejména pak Accept, největší LGBT organizace v zemi.
To nakonec vedlo k úplnému zrušení článku, ke kterému došlo 22. června 2001, kdy vláda přijala mimořádné opatření č. 89/2001 modifikující trestní zákon a zcela rušící platnost článku 200. Opatření bylo postoupené oběma komorám parlamentu k vyjádření. Poslanecká sněmovna hlasovala pro přijetí 122 hlasy, 63 hlasů bylo proti a 17 se zdrželo.
Zrušení článku 200 odsouhlasila pak následně i senátní právní komise 29. srpna 2001 a naplánovala následnou senátní schůzi ohledně schválení modifikované verze trestního zákoníku na 6. září. Během senátní diskuse prohlásil mluvčí ministra spravedlnosti Costache Ivanov, že článek 200 je neústavní, odporující článku 26 Ústavy Rumunska, který garantuje všem občanům právo na ochranu soukromí. Kromě toho také odporuje antidiskriminančímu zákonu z r. 2000, který přímo zakazuje diskriminaci na základě sexuální orientace. Senát rozhodl pro zrušení článku 200, kdy 83 senátorů hlasovalo pro, 32 hlasovalo proti a 6 se zdrželo.
Tento krok se setkal s velkou podporou LGBT organizací, rumunských i světových lidskoprávních organizací. Adrian Coman, výkonný ředitel Accept, největší LGBT organizace v Rumunsku, se v rozhovoru po zrušení článku vyjádřil takto: „Tímto bylo konečně odstraněno citlivé téma, které se hojně vyskytovalo v nejrůznějších mezinárodních programech týkajících se homosexuality. Z hlediska legislativy si Rumunsko vybralo cestu respektu lidské důstojnosti a ukončilo kulturu strachu a ponižování, v němž jeho homosexuální a bisexuální občané museli žít.“ Mezinárodní gay a lesbická asociace se ke zrušení článku 200 vyjádřila tak, že se jedná o významný historický krok vedoucí k úplné eliminaci všech zákonů kriminalizujících homosexuální vztahy v Evropě a že se takto Rumunsko o hodně přiblížilo ke členství v EU.

## Odpor proti zrušení
Zrušení článku se setkalo i s odporem několika skupin, což vyvolalo značné množství kontroverze.
Krajně pravicová Strana velkého Rumunska, která také zároveň tvořila největší opoziční blok v obou komorách parlamentu, odmítala úpravu trestního zákoníku s odůvodněním, že stávající právní úprava je příliš mírná a že poškozuje národní hrdost. Senátor za tuto stranu Aron Belascu nazval harmonizaci s legislativou EU fatální chybou  a politik Dumitru Balaiet argumentoval, že Rumuni jsou východní pravoslavný národ, pro který je homosexualita nepřijatelná.
Dělnicko-křesťansko-demokraticko-národní strana se na odporu vůči zrušení článku také silně podílela. Její předseda Corneliu Coposu uvedl, že součástí její křesťanského postoje strany je boj se všemi odchylkami od zákonů přírody a morálních principů budoucí vyvážené společnosti. Poslanec Emil Popescu prohlásil, že i incest je lepší než homosexualita, protože je u něj možnost na rozmnožení.
Proti zrušení článku byla také většina náboženských organizací, včetně dvou největších církví (rumunská pravoslavná církev a rumunská římskokatolická církev). Patriarcha pravoslavné církve Teoctist poslal do parlamentu dopis, v němž vyjádřil své rozhořčení a obavy, že zrušení článku povede k povolení toho, co nazval jednání proti přírodě.

## Přínos
Zrušení článku 200 je považováno za historický mezník v historii LGBT práv v Rumunsku. Vedlo také mimo jiné i k větší viditelnosti a otevřenosti LGBT kultury, jakož i otevření několika gay klubů v Bukurešti a dalších městech a zahájení konání prvního festivalu hrdosti sexuálních menšin v Bukurešti roku 2005 s názvem GayFest. Díky větší otevřenosti vůči homosexualitě se do politické debaty také dostalo téma stejnopohlavního manželství, které podporoval bývalý prezident Traian Băsescu ve své předvolební kampani během prezidentských voleb v roce 2004. Navzdory tomuto nebylo v Rumunsku dosud uzákoněno stejnopohlavní manželství, registrované partnerství ani jiná forma stejnopohlavního soužití.